# Internationale Filmfestspiele von Venedig 2018
Die 75. Internationalen Filmfestspiele von Venedig (italienisch 75. Mostra Internazionale d’Arte Cinematografica) fanden vom 29. August bis zum 8. September 2018 am Lido statt. Sie zählen neben der Berlinale und den Filmfestival von Cannes zu den drei bedeutendsten A-Festivals der Welt und standen zum 7. Mal unter der Leitung von Alberto Barbera. Als Eröffnungsfilm wurde der US-amerikanische Historienfilm Aufbruch zum Mond (First Man) von Damien Chazelle mit Ryan Gosling in der Rolle des Astronauten Neil Armstrong ausgewählt. Als Abschlussfilm wurde der biografische Thriller Driven des britischen Regisseurs Nick Hamm bestimmt.
Jurypräsident des Internationalen Wettbewerbs, in dem unter anderem der Goldene Löwe für den besten Film des Festivals vergeben wurde, war in diesem Jahr der mexikanische Regisseur  Guillermo del Toro. Als Moderator der Auftaktzeremonie und der abschließenden Preisgala wurde der italienische Schauspieler Michele Riondino ausgewählt.
Bereits vor Festivalbeginn als Laureaten fest standen der kanadische Filmregisseur David Cronenberg (Teilnehmer am Wettbewerb 2011) und die britische Schauspielerin Vanessa Redgrave (Coppa Volpi als beste Nebendarstellerin 1994), denen der Goldene Löwe als Ehrenpreis für ein Lebenswerk zuerkannt wurde.

## Offizielle Sektionen

### Wettbewerb

#### Jury

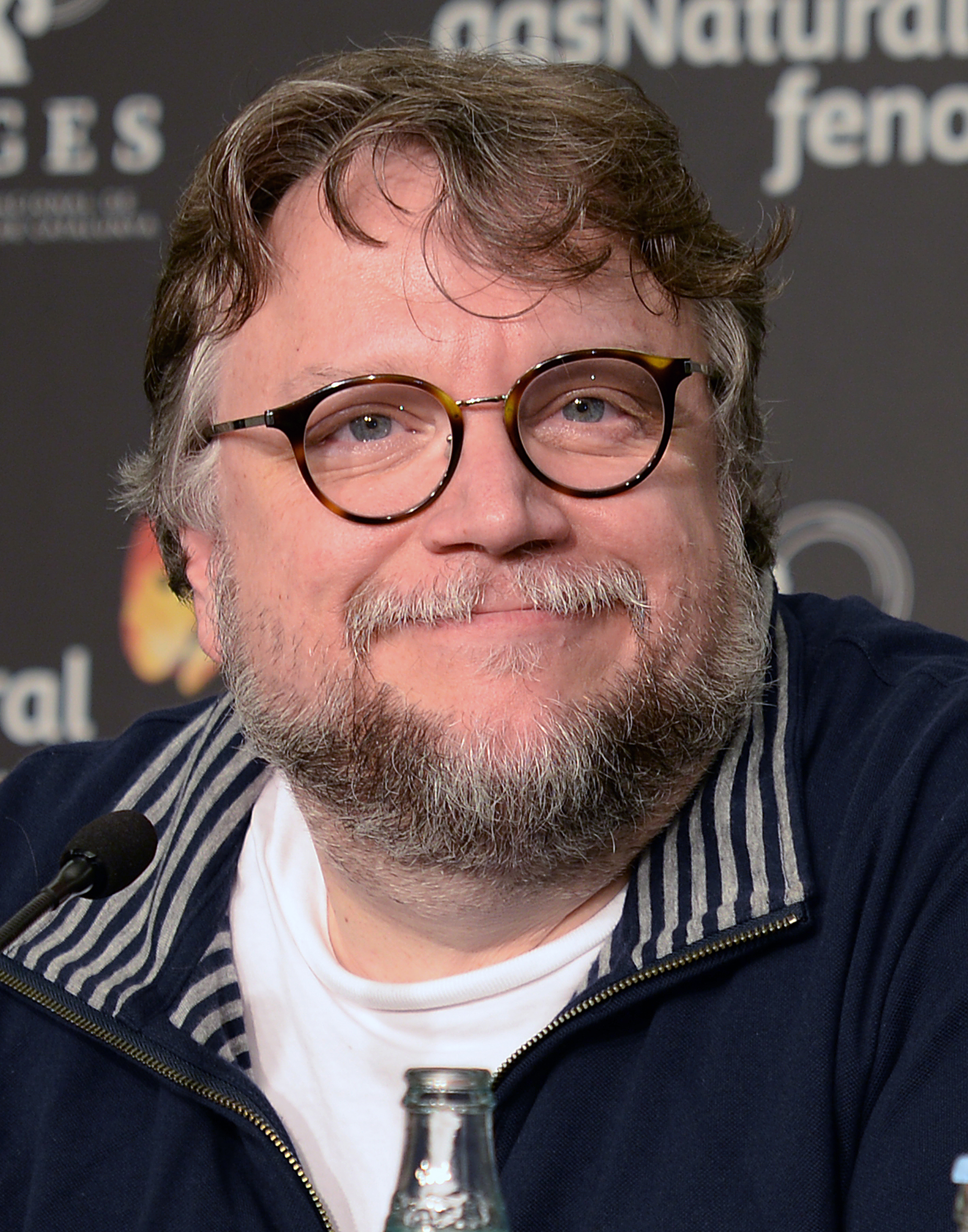
Guillermo del Toro (2017)

Jurypräsident der Filmfestspiele von Venedig 2018 ist Guillermo del Toro. Der mexikanische Regisseur, Filmproduzent und Drehbuchautor hatte 2017 am Wettbewerb teilgenommen und mit dem später auch Oscar-prämierten Fantasyfilm Shape of Water – Das Flüstern des Wassers den Hauptpreis gewonnen. Del Toro war erstmals 1997 mit dem Horrorfilm Mimic nach Venedig, in die damalige Nebensektion Mezzanotte, eingeladen worden. 2006 war er Jurymitglied bei der Vergabe des Luigi de Laurentiis Venice Award für den besten Debütfilm des Festivals. Festivalleiter Alberto Barbera lobte den Filmemacher u. a. für „seine lebhafte Fantasie“ und „seine ungewöhnliche Sensibilität“ und pries ihn als „freundlichen, neugierigen und enthusiastischen Jurypräsidenten“ an. Del Toro selbst bezeichnete seine Verpflichtung als „immense Ehre und Verantwortung“.
Dem Jurypräsidenten stehen bei der Vergabe der Preise folgende acht Jurymitglieder zur Seite:
- Sylvia Chang, taiwanische Schauspielerin und Filmemacherin
- Trine Dyrholm, dänische Schauspielerin
- Nicole Garcia, französische Schauspielerin und Regisseurin (Teilnehmerin am Wettbewerb 1998)
- Paolo Genovese, italienischer Regisseur und Drehbuchautor
- Małgorzata Szumowska, polnische Filmemacherin
- Taika Waititi, neuseeländischer Schauspieler und Filmemacher
- Christoph Waltz, österreichisch-deutscher Schauspieler
- Naomi Watts, britisch-australische Schauspielerin (Publikumspreisträgerin 2003)

#### Konkurrenten um den Goldenen Löwen
Das offizielle Programm für die 75. Auflage wurde während einer Pressekonferenz am 25. Juli 2018 in Rom präsentiert. 21 Langfilme konkurrieren im Wettbewerb um den Golden Löwen. Eingereicht werden konnten Filme, die nach dem 9. September 2017 produziert bzw. fertiggestellt wurden.
| Film                                                | Regie                            | Land                                                | Darsteller (Auswahl) |
| --------------------------------------------------- | -------------------------------- | --------------------------------------------------- | --- |
| 22. Juli                                            | Paul Greengrass                  | Norwegen, Island                                    | Anders Danielsen Lie, Jonas Strand Gravli, Jon Øigarden, Isak Bakli Aglen, Seda Witt, Maria Bock, Thorbjø Harr                                                                                   |
| Verurteilt – Jeder hat etwas zu verbergen (Acusada) | Gonzalo Tobal                    | Argentinien, Mexiko                                 | Leonardo Sbaraglia, Lali Espósito, Inés Estevez, Daniel Fanego, Gerardo Romano |
| Van Gogh – An der Schwelle zur Ewigkeit             | Julian Schnabel                  | USA, Frankreich                                     | Willem Dafoe, Rupert Friend, Oscar Isaac, Mads Mikkelsen, Mathieu Amalric, Emmanuelle Seigner, Niels Arestrup                                                                                    |
| The Ballad of Buster Scruggs                        | Ethan und Joel Coen              | USA                                                 | Tim Blake Nelson, James Franco, Liam Neeson, Tom Waits, Bill Heck, Zoe Kazan, Tyne Daly, Brendan Gleeson                                                                                         |
| Capri-Revolution                                    | Mario Martone                    | Italien, Frankreich                                 | Marianna Fontana, Reinout Scholten van Aschat, Antonio Folletto, Gianluca Di Gennaro, Eduardo Scarpetta, Jenna Thiam, Ludovico Girardello, Lola Klamroth, Maximilian Dirr, Donatella Finocchiaro |
| The Favourite – Intrigen und Irrsinn                | Giorgos Lanthimos                | Vereinigtes Königreich, Irland, USA                 | Olivia Colman, Emma Stone, Rachel Weisz, Nicholas Hoult, Joe Alwyn |
| Aufbruch zum Mond                                   | Damien Chazelle                  | USA                                                 | Ryan Gosling, Jason Clarke, Claire Foy |
| Verbündete Feinde (Frères ennemis)                  | David Oelhoffen                  | Frankreich, Belgien                                 | Matthias Schoenaerts, Reda Kateb, Adel Bencherif, Sofiane, Nicolas Giraud, Marc Barbé, Sabrina Ouazani, Gwendolyn Gourvenec                                                                      |
| The Mountain                                        | Rick Alverson                    | USA                                                 | Tye Sheridan, Jeff Goldblum, Hannah Gross, Denis Lavant, Udo Kier |
| Napszállta (Sunset)                                 | László Nemes                     | Ungarn, Frankreich                                  | Juli Jakab, Vlad Ivanov |
| The Nightingale – Schrei nach Rache                 | Jennifer Kent                    | Australien                                          | Aisling Franciosi, Sam Claflin, Baykali Ganambarr, Damon Herriman, Harry Greenwood, Ewen Leslie, Michael Sheasby, Charlie Shotwell                                                               |
| Nuestro tiempo                                      | Carlos Reygadas                  | Mexiko, Frankreich, Deutschland, Dänemark, Schweden | Carlos Reygadas, Natalia López, Eleazar Reygadas, Rut Reygadas, Phil Burgers |
| Peterloo                                            | Mike Leigh                       | Vereinigtes Königreich, USA                         | Rory Kinnear, Maxine Peake, Pearce Quigley, David Moorst, Rachel Finnegan, Tom Meredith |
| Roma                                                | Alfonso Cuarón                   | Mexiko                                              | Yalitza Aparicio, Marina de Tavira, Marco Graf, Daniela Demesa, Carlos Peralta, Nancy García |
| The Sisters Brothers                                | Jacques Audiard                  | Frankreich, Belgien, Rumänien, Spanien              | Joaquin Phoenix, John C. Reilly, Jake Gyllenhaal, Riz Ahmed |
| Suspiria                                            | Luca Guadagnino                  | Italien                                             | Dakota Johnson, Tilda Swinton, Mia Goth, Chloë Grace Moretz |
| Vox Lux                                             | Brady Corbet                     | USA                                                 | Natalie Portman, Jude Law, Raffey Cassidy, Stacy Martin, Jennifer Ehle |
| What You Gonna Do When The World’s On Fire?         | Roberto Minervini                | Italien, USA, Frankreich                            | Dokumentarfilm |
| Werk ohne Autor                                     | Florian Henckel von Donnersmarck | Deutschland                                         | Tom Schilling, Paula Beer, Sebastian Koch, Saskia Rosendahl, Oliver Masucci |
| Zan (斬、) (Killing)                                | Shin’ya Tsukamoto                | Japan                                               | Sousuke Ikematsu, Yū Aoi, Tatsuya Nakamura, Shin’ya Tsukamoto, Ryusei Maeda |
| Zwischen den Zeilen (Doubles vies)                  | Olivier Assayas                  | Frankreich                                          | Guillaume Canet, Juliette Binoche, Vincent Macaigne, Nora Hamzawi, Christa Théret, Pascal Greggory                                                                                               |

#### Außer Konkurrenz
| Film                    | Regie                  | Land                                     | Darsteller (Auswahl) |
| ----------------------- | ---------------------- | ---------------------------------------- | --- |
| L’amica geniale         | Saverio Costanzo       | Italien, Belgien                         | Elisa Del Genio, Ludovica Nasti, Margherita Mazzucco, Gaia Girace, Fabrizia Sacchi                                                 |
| Dragged Across Concrete | S. Craig Zahler        | Kanada, USA                              | Mel Gibson, Vince Vaughn, Tory Kittles                                                                                             |
| Driven                  | Nick Hamm              | Vereinigtes Königreich, USA, Puerto Rico | Lee Pace, Jason Sudeikis, Judy Greer, Corey Stoll                                                                                  |
| Les estivants           | Valeria Bruni Tedeschi | Frankreich, Italien                      | Valeria Bruni Tedeschi, Pierre Arditi, Valeria Golino, Noémie Lvovsky, Yolande Moreau, Laurent Stocker, Riccardo Scamarcio         |
| Mi obra maestra         | Gastón Duprat          | Argentinien, Spanien                     | Guillermo Francella, Luis Brandoni, Raúl Arévalo, Andrea Frigerio                                                                  |
| Un peuple et son roi    | Pierre Schoeller       | Frankreich, Belgien                      | Gaspard Ulliel, Adèle Haenel, Olivier Gourmet, Louis Garrel, Izïa Higelin, Noémie Lvovsky, Céline Sallette, Denis Lavant           |
| La quietud              | Pablo Trapero          | Argentinien                              | Martina Gusmán, Bèrènice Bèjo, Graciela Borges, Édgar Ramírez, Joaquim Furríel                                                     |
| Una storia senza nome   | Roberto Andò           | Italien, Frankreich                      | Micaela Ramazzotti, Renato Carpentieri, Laura Morante, Alessandro Gassmann                                                         |
| A Star Is Born          | Bradley Cooper         | USA                                      | Lady Gaga, Bradley Cooper, Andrew Dice Clay, Dave Chappelle, Sam Elliott                                                           |
| A Tramway in Jerusalem  | Amos Gitai             | Israel, Frankreich                       | Noa Ahinoamam Nini, Mathieu Amalric, Hanna Laslo, Yaël Abecassis, Pippo Delbono, Yuval Scharf, Karen Mor, Lamis Amar, Mustafa Masi |
| Ying (影) (Shadow)      | Zhang Yimou            | VR China                                 | Deng Chao, Sun Li, Zheng Kai, Wang Qianyuan, Wang Jingchun, Hu Jun, Guan Xiaotong, Wu Leo                                          |

Dokumentarfilme
| Film                                    | Regie                               | Land                                | Mitwirkende    |
| --------------------------------------- | ----------------------------------- | ----------------------------------- | -------------- |
| 1938 Diversi                            | Giorgio Treves                      | Italien                             |                |
| Aquarela                                | Victor Kossakovsky                  | Vereinigtes Königreich, Deutschland |                |
| American Dharma                         | Errol Morris                        | USA, Vereinigtes Königreich         | Steve Bannon   |
| Carmine Street Guitars                  | Ron Mann                            | Kanada                              |                |
| Introduzione all’oscuro                 | Gastón Solnicki                     | Argentinien, Österreich             |                |
| Isis, Tomorrow. The Lost Souls of Mosul | Francesca Mannocchi Alessio Romenzi | Italien, Deutschland                |                |
| A Letter to a Friend in Gaza            | Amos Gitai                          | Israel                              |                |
| Monrovia, Indiana                       | Frederick Wiseman                   | USA                                 |                |
| Ni de lian (Your Face)                  | Tsai Ming-liang                     | Taiwan                              | Lee Kang-sheng |
| El Pepe, una vida suprema               | Emir Kusturica                      | Argentinien, Uruguay, Serbien       | José Mujica    |
| Process                                 | Sergei Loznitsa                     | Niederlande                         |                |

Sonderaufführungen
| Film                                   | Regie             | Land    | Mitwirkende                                                               |
| -------------------------------------- | ----------------- | ------- | ------------------------------------------------------------------------- |
| Il diario di Angela – Noi due cineasti | Yervant Gianikian | Italien | Yervant Gianikian, Angela Ricci Lucchi                                    |
| The Other Side of the Wind             | Orson Welles      | USA     | John Huston, Oja Kodar, Peter Bogdanovich, Susan Strasberg, Norman Foster |
| They’ll Love Me When I’m Dead          | Morgan Neville    | USA     |                                                                           |

### Orizzonti

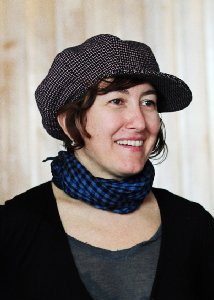
Athina Rachel Tsangari führte den Juryvorsitz der Sektion Orizzonti

Die Sektion Orizzonti (dt.: „Horizonte“) widmet sich neuen Trends im internationalen Film und stellt vor allem unkonventionelle Filme vor, darunter Spiel-, Dokumentar- und Experimentalfilme. Es werden sowohl Kurz- als auch Langfilme akzeptiert.
Den Vorsitz der internationalen Jury hatte die griechische Filmemacherin Athina Rachel Tsangari inne (Teilnehmerin am Wettbewerb um den Goldenen Löwen 2010). Weitere Jurymitglieder waren:
- Michael Almereyda, US-amerikanischer Filmemacher (Teilnehmer der Sektion Orizzonti 2014)
- Fatemeh Motamed-Aria, iranische Schauspielerin
- Frédéric Bonnaud, französischer Filmkritiker
- Mohamed Hefzy, ägyptischer Drehbuchautor und Filmproduzent
- Alison Maclean, kanadische Regisseurin und Drehbuchautorin (Teilnehmerin am Festival 1999)
- Andrea Pallaoro, italienischer Regisseur und Drehbuchautor (Teilnehmer am Wettbewerb um den Goldenen Löwen 2017)

| Film                                                           | Regie                              | Land                                      | Darsteller (Auswahl) |
| -------------------------------------------------------------- | ---------------------------------- | ----------------------------------------- | --- |
| Mein Leben mit Amanda (Amanda)                                 | Mikhaël Hers                       | Frankreich                                | Vincent Lacoste, Isaure Multrier, Stacy Martin, Ophélia Kolb, Marianne Basler, Jonathan Cohen, Greta Scacchi                                                         |
| Anons (The Announcement)                                       | Mahmut Fazil Coşkun                | Türkei, Bulgarien                         | Ali Seçkiner Alici, Tarhan Karagöz, Murat Kiliç, Şencan Güleryüz |
| Charlie Says                                                   | Mary Harron                        | USA                                       | Matt Smith, Hannah Murray, Marianne Rendón, Sosie Bacon, Merritt Wever, Suki Waterhouse, Chace Crawford, Annabeth Gish                                               |
| Deslembro                                                      | Flavia Castro                      | Brasilien, Frankreich, Katar              | Jeanne Boudier, Hugo Abranches, Arthur Vieira Raynaud, Sara Antunes, Eliane Giardini                                                                                 |
| L’Enkas                                                        | Sarah Marx                         | Frankreich                                | Sandor Funtek, Sandrine Bonnaire, Virginie Acariès, Alexis Manenti                                                                                                   |
| Erom (Stripped)                                                | Yaron Shani                        | Israel, Deutschland                       | Laliv Sivan, Bar Gottfried |
| Un giorno all’improvviso (If life gives you lemons)            | Ciro D’Emilio                      | Italien                                   | Anna Foglietta, Giampiero De Concilio, Massimo De Matteo, Lorenzo Sarcinelli, Giuseppe Cirillo, Biagio Forestieri, Fabio De Caro, Alessia Quarantino, Franco Pinelli |
| Hamchenan ke mimordam (As I Lay Dying)                         | Mostafa Sayyari                    | Iran                                      | Nader Fallah, Elham Korda, Majid Aghakarimi, Vahid Rad, Mohammad Rabbani                                                                                             |
| Jinpa                                                          | Pema Tseden                        | VR China                                  | Jinpa, Genden Phuntsok, Sonam Wangmo |
| Manta Ray                                                      | Phuttiphong Aroonpheng             | Thailand, Frankreich, VR China            | Wanlop Rungkamjad, Aphisit Hama, Rasmee Wayrana |
| Kucumbu tubuh indahku (Memories of my Body)                    | Garin Nugroho                      | Indonesien                                | Muhammad Khan, Raditya Evandra, Rianto, Randy Pangalila, Whani Darmawan                                                                                              |
| La noche de 12 años                                            | Álvaro Brechner                    | Spanien, Argentinien, Uruguay, Frankreich | Antonio de la Torre, Chino Darín, Alfonso Tort |
| Ozen (The River)                                               | Emir Baigazin                      | Kasachstan, Polen, Norwegen               | Zhalgas Klanov, Eric Tazabekov, Zhasulan Userbayev, Ruslan Userbayev                                                                                                 |
| La profezia dell’armadillo                                     | Emanuele Scaringi                  | Italien                                   | Simone Liberati, Valerio Aprea, Pietro Castellitto, Laura Morante |
| Soni                                                           | Ivan Ayr                           | Indien                                    | Geetika Vidya Ohlyan, Saloni Batra |
| Sulla mia pelle                                                | Alessio Cremonini                  | Italien                                   | Alessandro Borghi, Jasmine Trinca, Max Tortora, Milvia Marigliano |
| Tchelovek kotorij udivil vseh (The Man Who Surprised Everyone) | Natalja Merkulowa, Alexei Tschupow | Russland, Estland, Frankreich             | Jewgeni Zyganow, Natalya Kudryashowa |
| Tel Aviv on Fire                                               | Sameh Zoabi                        | Israel, Frankreich, Luxemburg, Belgien    | Kais Nashef, Lubna Azabal, Yaniv Biton, Nadim Sawalha, Maisa Abd Elhadi                                                                                              |
| Yom Adaatou Zouli (The Day I Lost My Shadow)                   | Soudade Kaadan                     | Syrien, Libanon, Frankreich, Katar        | Sawsan Arsheed, Reham al-Kassar, Samer Ismael, Oweiss Moukhallalati, Ahmad Morhaf al-Ali                                                                             |

| Film                                                 | Regie                    | Land                 | Länge (in min) |
| ---------------------------------------------------- | ------------------------ | -------------------- | -------------- |
| All Inclusive                                        | Corina Schwingruber Ilić | Schweiz              | 10’            |
| Los bastardos                                        | Tomas Posse              | Argentinien          | 16’            |
| L’été et tout le reste                               | Sven Bresser             | Niederlande          | 18’            |
| Gli anni                                             | Sara Fgaier              | Italien, Frankreich  | 20’            |
| Kado (A Gift)                                        | Aditya Ahmad             | Indonesien           | 15’            |
| Leoforos Patision (Patision Avenue)                  | Thanasis Neofotistos     | Griechenland         | 12’            |
| Manila Is Full of Men Named Boy                      | Andrew Stephen Lee       | Philippinen, USA     | 20’            |
| Na li (Down There)                                   | Yang Zhengfan            | VR China, Frankreich | 11’            |
| Ninfe                                                | Isabella Torre           | Italien              | 12’            |
| Sex, strakh i gamburgery (Sex, Fear, and Hamburgers) | Eldar Shibanov           | Kasachstan           | 19’            |
| Staircase                                            | Mohsen Banihashemi       | Iran                 | 20’            |
| Strano telo (Foreign Body)                           | Dušan Zorić              | Serbien              | 20’            |

Außer Konkurrenz
- Blu – Regie: Massimo D’Anolfi, Martina Parenti (Italien, 20 min)

### Venezia Classici
Die Reihe Venezia Classici (englisch Venice Classics) präsentiert seit 2012 restaurierte Filmklassiker sowie Dokumentarfilme über das Filmemachen und einzelne Filmschaffende. Bestandteil ist die Vergabe von Preisen für den am besten restaurierten Film und die beste Kinodokumentation, die von einer Jury aus 26 Filmstudenten unter Leitung des italienischen Regisseurs und Drehbuchautors Salvatore Mereu vergeben wird.
Restaurierte Filme
| Filmtitel                                                                             | Regie                      | Produktionsland          | Erscheinungs- jahr |
| ------------------------------------------------------------------------------------- | -------------------------- | ------------------------ | ------------------ |
| Adieu, Philippine (Adieu Philippine)                                                  | Jacques Rozier             | Frankreich, Italien      | 1962               |
| Aufstieg (Восхождение, Voskhozhdeniye)                                                | Larissa Schepitko          | Sowjetunion              | 1977               |
| Denen ist nichts heilig (Nothing Sacred)                                              | William A. Wellman         | USA                      | 1937               |
| Der Golem – Wie er in die Welt kam (The Golem – How He Came Into The World)           | Paul Wegener               | Deutschland              | 1920               |
| Der Job (Il posto)                                                                    | Ermanno Olmi               | Italien                  | 1961               |
| Khesht o Ayeneh (خشت و آینه / Brick and Mirror)                                       | Ebrahim Golestan           | Iran                     | 1964               |
| Koi ya koi nasuna koi (Love, Thy Name Be Sorrow / The Mad Fox)                        | Tomu Uchida                | Japan                    | 1962               |
| Letztes Jahr in Marienbad (L’année dernière à Marienbad)                              | Alain Resnais              | Frankreich, Italien      | 1961               |
| El lugar sin límites                                                                  | Arturo Ripstein            | Mexiko                   | 1977               |
| Manche mögen’s heiß (Some Like It Hot)                                                | Billy Wilder               | USA                      | 1959               |
| Die Nacht von San Lorenzo (La notte di San Lorenzo / The Night of the Shooting Stars) | Paolo und Vittorio Taviani | Italien                  | 1982               |
| Der Nachtportier (Il portiere di notte / The Night Porter)                            | Liliana Cavani             | Italien                  | 1974               |
| Rächer der Unterwelt (The Killers)                                                    | Robert Siodmak             | USA                      | 1946               |
| Sie leben (They Live)                                                                 | John Carpenter             | USA                      | 1988               |
| Stadt ohne Maske (The Naked City)                                                     | Jules Dassin               | USA                      | 1948               |
| Die Straße der Schande (赤線地帯, Akasen chitai)                                      | Mizoguchi Kenji            | Japan                    | 1956               |
| Der Tod eines Killers (The Killers)                                                   | Don Siegel                 | USA                      | 1964               |
| Tod in Venedig (Morte a Venezia / Death in Venice)                                    | Luchino Visconti           | Italien, Frankreich, USA | 1971               |

Dokumentarfilme
- 24/25 Il fotogramma in più – Regie: Giancarlo Rolandi, Federico Pontiggia (Italien)
- Friedkin Uncut – Regie: Francesco Zippel (Italien)
- The Great Buster: A Celebration – Regie: Peter Bogdanovich (USA)
- Humberto Mauro – Regie: André Di Mauro (Brasilien)
- Living the Light – Robby Müller – Regie: Claire Pijman (Niederlande, Deutschland)
- Nice Girls Don’t Stay For Breakfast – Regie: Bruce Weber (USA)
- Women Make Film: A New Road Movie Through Cinema – Regie: Mark Cousins (Vereinigtes Königreich)

### Sconfini
Die Sektion Sconfini (italienisch Sconfinare = „die Grenze überschreiten“) präsentiert zehn Werke unterschiedlicher Genres, ohne dass ein Preis vergeben wird. Die Beiträge können Arthouse-, Experimental- oder Kunstfilme, Fernsehserien oder Crossover-Produktionen umfassen. Die Beiträge werden öffentlich aufgeführt und Interviews mit beteiligten Filmschaffenden bzw. Künstlern geführt.
| Film                            | Regie              | Land       | Darsteller (Auswahl)                                                                               |
| ------------------------------- | ------------------ | ---------- | -------------------------------------------------------------------------------------------------- |
| Arrivederci Saigon              | Wilma Labate       | Italien    | |
| Il banchiere anarchico          | Giulio Base        | Italien    | Giulio Base, Paolo Fosso                                                                           |
| Blood Kin                       | Ramin Bahrani      | USA        | Kurzfilm                                                                                           |
| Camorra                         | Francesco Patierno | Italien    | |
| L’heure de la sortie            | Sébastien Marnier  | Frankreich | Laurent Lafitte, Luàna Bajrami, Victor Bonnel, Emmanuelle Bercot, Pascal Greggory, Gringe          |
| Magic Lantern                   | Amir Naderi        | USA        | Monk Serrell-Freed, Sophie Lane Curtis, Robert Beltran, Jacqueline Bisset                          |
| Il ragazzo più felice del mondo | Gipi               | Italien    | Gero Arnone, Davide Barbafiera, Francesco Daniele, Gipi                                            |
| The Tree of Life (Extended Cut) | Terrence Malick    | USA        | Brad Pitt, Sean Penn, Jessica Chastain, Hunter McCracken, Laramie Eppler, Tye Sheridan, Fiona Shaw |

### Biennale College Cinema
Die Sektion ist ein Workshop zur Entwicklung und Produktion dreier audiovisueller Arbeiten, die mit einem Mikrobudget finanziert werden und richtet sich an Regisseure und Produzenten aus der ganzen Welt.
Folgende Beiträge werden im Rahmen des Biennale College Cinema vorgestellt:
| Film                     | Regie            | Land    | Mitwirkende                                                   |
| ------------------------ | ---------------- | ------- | ------------------------------------------------------------- |
| Deva                     | Petra Szöcs      | Ungarn  | Csengelle Nagy, Fatma Mohamed, Boglárka Komán                 |
| Yuva                     | Emre Yeksan      | Türkei  | Kutay Sandikçi, Eray Cezayirlioğlu, İmren Şengel, Okan Bozkuş |
| Zen sul ghiaccio sottile | Margherita Ferri | Italien | Eleonora Conti, Susanna Acchiardi, Fabrizia Sacchi            |

### Venice Virtual Reality Section

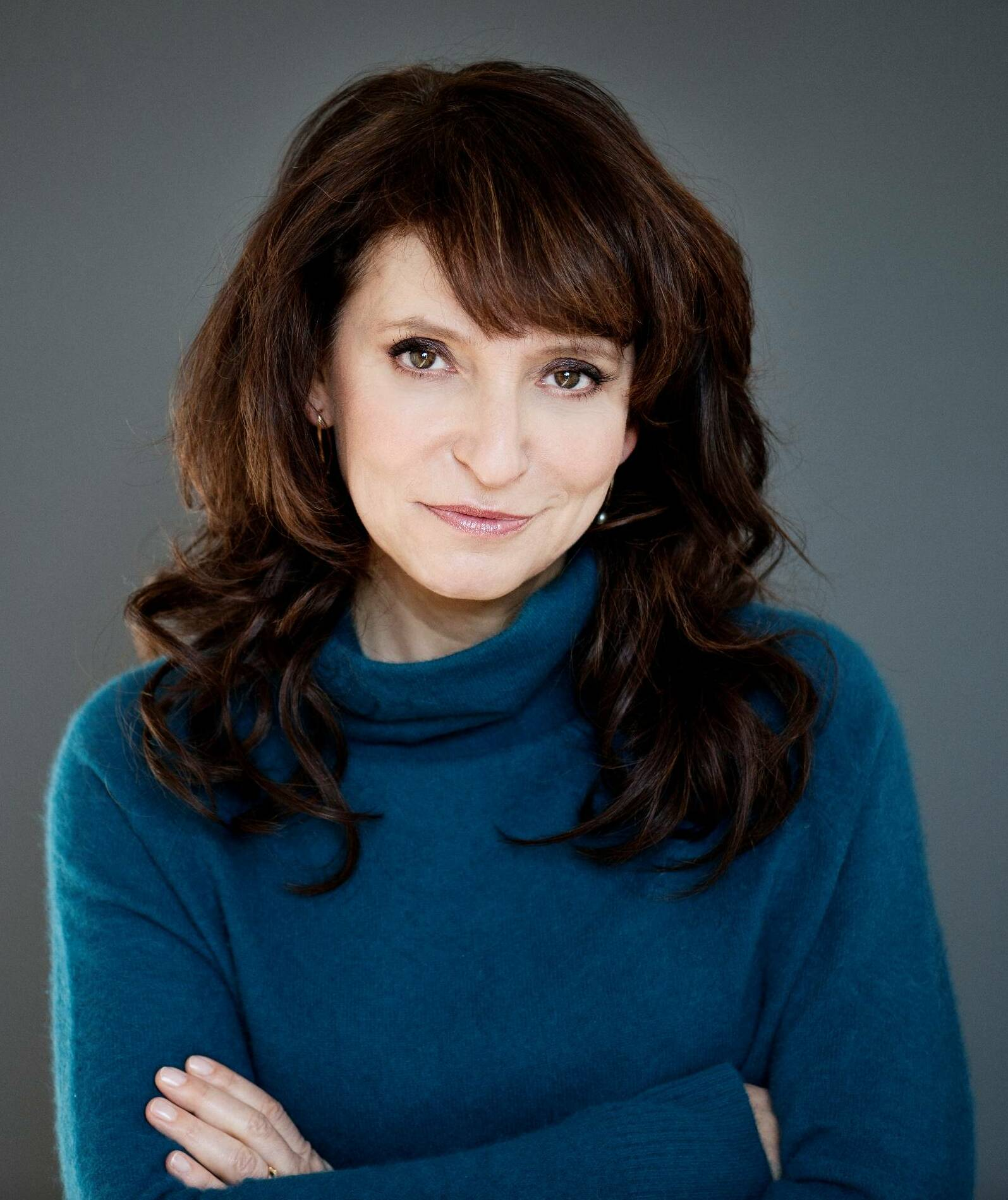
Die Regisseurin und Drehbuchautorin Susanne Bier ist Jurypräsidentin der Sektion für VR-Filme.

Seit 2017 findet beim Filmfestival von Venedig ein Wettbewerb für Beiträge statt, die sich der Virtuellen Realität (VR) annehmen. Der Jury steht die dänische Filmemacherin Susanne Bier vor und wird durch den italienischen Autoren Alessandro Baricco und die französische Schauspielerin Clémence Poésy ergänzt.
Folgende 40 Beiträge wurden eingeladen:
Wettbewerb – Interaktiv
| Film                                           | Regie                          | Land                                        | Mitwirkende (Auswahl)                                                                     | Länge (in min)  | Bemerkungen  |
| ---------------------------------------------- | ------------------------------ | ------------------------------------------- | ----------------------------------------------------------------------------------------- | --------------- | ------------ |
| Awavena                                        | Lynette Wallworth              | USA, Brasilien, Australien                  | Hushahu Yawanawa, Tata Yawanawa                                                           | 30’             | Installation |
| Buddy VR                                       | Chuck Chae                     | Südkorea                                    | Yena Jang                                                                                 | 16’             | Stand Up     |
| A Discovery of Witches – Hiding in Plain Sight | Kim-Leigh Pontin               | Vereinigtes Königreich                      | Teresa Palmer, Matthew Goode, Adetomiwa Edun                                              | 15’             | Stand Up     |
| Eclipse                                        | Astruc Jonathan, Favre Aymeric | Frankreich                                  |                                                                                           | 35’             | Installation |
| The Horrifically Real Virtuality               | Marie Jourdren                 | Frankreich                                  | Josh Jefferies, Robin Berry                                                               | 40’             | Installation |
| Kobold                                         | Max Sacker, Ioulia Isserlis    | Deutschland                                 | David Bredin, Nick Holaschke, Garry Lane                                                  | 20’             | Stand Up     |
| Make Noise                                     | May Abdalla                    | Vereinigtes Königreich                      | Nikki Amuka-Bird                                                                          | 8’              | Installation |
| The Roaming - Wetlands                         | Mathieu Pradat                 | Frankreich, Vereinigtes Königreich, Belgien | Stephen Harrison, Nicolas Pradat, Beatrice Mujdei, Barbara Weber Boustani, Avant Strangel | 10’             | Installation |
| Spheres                                        | Eliza McNitt                   | USA, Frankreich                             | Jessica Chastain, Patti Smih                                                              | 15’ / 13’ / 15’ | Installation |
| Umami                                          | Landia Egal, Thomas Pons       | Frankreich                                  | Amaury La Burthe, Eimi Kawahara                                                           | 15’             | Installation |
| The Unknown Patient                            | Michael Beets                  | Australien                                  | Lily Sullivan                                                                             | 9’              | Stand Up     |

Wettbewerb – Linear
| Film                                           | Regie                               | Land                               | Mitwirkende (Auswahl)                                                                                            | Länge (in min) | Bemerkungen  |
| ---------------------------------------------- | ----------------------------------- | ---------------------------------- | --- | -------------- | ------------ |
| 1943: Berlin Blitz                             | David Whelan                        | Irland, Vereinigtes Königreich     | | 14’            | Stand Up     |
| Age of Sail                                    | John Kahrs                          | USA                                | Ian McShane, Cathy Ang                                                                                           | 12’            | Stand Up     |
| Angelų Takais (Trail of Angels)                | Kristina Buozyte                    | Litauen, Weißrussland              | | 20’            | Stand Up     |
| Ballavita                                      | Gerda Leopold                       | Österreich, Deutschland            | Bianca Kraml, Thomas Kraml, Haymon Maria Buttinger                                                               | 34’            | VR Theater   |
| Borderline                                     | Assaf Machnes                       | Israel, Vereinigtes Königreich     | Indal Kabada, Alan Godying, Tom Kroszynski                                                                       | 9’             | VR Theater   |
| Crow: The Legend                               | Eric Darnell                        | USA                                | John Legend, Constance Wu, Liza Koshy, Tye Sheridan, Sarah Eagle Heart, Randy Edmonds, Diego Luna, Oprah Winfrey | 22’            | Stand Up     |
| Even in the Rain                               | Lindsay Branham                     | USA, Zentralafrikanische Republik  | | 16’            | VR Theater   |
| Fresh Out                                      | Sam Wey, Fangchao Tao               | VR China, USA                      | | 7’             | Stand Up     |
| The Great C                                    | Steve Miller                        | Kanada                             | Niamh Wilson, Jonathan Koensgen, Camilla Scott                                                                   | 30’            | Installation |
| Half Life VR – Short Version                   | Robert Connor                       | Schweden                           | Amanda Åkesson, Sarah-Jane Brodbeck, Frida Hambreus                                                              | 12’            | VR Theater   |
| Home After War                                 | Gayatri Parameswaran, Felix Gaedtke | Irak, Deutschland, USA             | Amanda Åkesson, Sarah-Jane Brodbeck, Frida Hambreus                                                              | 20’            | Installation |
| L’île des morts                                | Benjamin Nuel                       | Frankreich                         | Richard Doust | 8’             | Stand Up     |
| Lucid                                          | Pete Short                          | Vereinigtes Königreich, Australien | Jaleh Alp, Nicky Goldie, Peter Landi                                                                             | 16’            | Stand Up     |
| Made This Way: Redefining Masculinity          | Elli Raynai, Irem Harnak            | Kanada                             | Elijah Miley, Devyn Farries                                                                                      | 18’            | Stand Up     |
| Mindpalace                                     | Carl Krause, Dominik Stockhausen    | Deutschland                        | Anthony Paul, Maximilian Allgeier                                                                                | 10’            | Stand Up     |
| Rooms                                          | Christian Zipfel                    | Deutschland                        | | 23’            | VR Theater   |
| Shennong: Taste of Illusion                    | Li Mi, Zheng Wang                   | VR China                           | | 9’             | Stand Up     |
| Wu Zhu Zhi Cheng VR (The Last One Standing VR) | Jiwen Wang, Yang Liu                | VR China                           | | 10’            | Stand Up     |
| X-Ray Fashion                                  | Francesco Carrozzini                | USA, Dänemark, Indien              | | 20’            | Installation |

Außer Konkurrenz
- VR_I – Regie: Gilles Jobin, Caecilia Charbonnier, Sylvain Chagué (Schweiz) – mit Victoria Chiu, Susana Panadés Diaz, Diya Naidu, Tidiani N. Diaye, Gilles Jobin (20 min, Installation)

Außer Konkurrenz – „Best Of VR“ – Linear
| Film                                                    | Regie                            | Land                                | Mitwirkende (Auswahl) | Länge (in min) | Bemerkungen |
| ------------------------------------------------------- | -------------------------------- | ----------------------------------- | --- | -------------- | ----------- |
| Arden’s Wake: Tide’s Fall                               | Eugene YK Chung                  | USA                                 | Alicia Vikander, Richard Armitage                                                                                         | 28’            | Stand Up    |
| Battlescar                                              | Nico Casavecchia, Martín Allais  | Japan                               | Rosario Dawson | 16’            | VR Theater  |
| Ghost in the Shell: Virtual Reality Diver               | Higashi Hiroaki                  | Frankreich, USA                     | Elizabeth Maxwell, Christopher Sabat, Jad Saxton                                                                          | 7’             | Stand Up    |
| Isle of Dogs: Behind the Scenes (in Virtual Reality)    | Wes Anderson, VR: Felix and Paul | Kanada, Vereinigtes Königreich, USA | Bryan Cranston, Bill Murray, Edward Norton, Liev Schreiber, Jeff Goldblum, Scarlett Johansson, Tilda Swinton, Bob Balaban | 6’             | VR Theater  |
| Kekkon yubiwa monogatari VR (Tales of Wedding Rings VR) | Sou Kaei                         | Japan                               | Akari Kito, Takumi Satou, Kouichi Souma                                                                                   | 30’            | Stand Up    |

Außer Konkurrenz  – Biennale College Cinema – Linear
| Film                     | Regie              | Land        | Mitwirkende (Auswahl) | Produktion                  | Länge (in min) |
| ------------------------ | ------------------ | ----------- | --- | --------------------------- | -------------- |
| In the Cave              | Ivan Gergolet      | Italien     | Maruša Majer, Bruno Serban, Claudia Sfetez | Antonio Giacomin, David Cej | 15’            |
| Elegy                    | Marc Guidoni       | Frankreich  | Robert William Bradford, Madalina Constantin, Dan Rosson, Walter Dickerson, Julie Judd, Kester Lovelace, Charles Morillon, Natalia Pujszo, Gaya Verneuil | Joanna Szybist              | 30’            |
| Metro Veinte: Cita Ciega | Maria Belen Poncio | Argentinien | Delfina Diaz Gavier, Cristobal Lopez Baena | Ezequiel Lenardon           | 17’            |
| Selyataği (Floodplain)   | Deniz Tortum       | Türkei      | Okan Bozkuş, Berk Akman, Turgut Ekinci, Çağdaş Akar, Nihat Can Tinas                                                                                     | Anna Maria Aslanoglu        | 12’            |

## Unabhängige Filmreihen
Parallel zum Filmfestival finden zwei unabhängige Filmreihen statt:

### Settimana Internazionale della Critica
Die italienische Filmkritikervereinigung Sindacato Nazionale Critici Cinematografici Italiani veranstaltet die Internationale Kritikerwoche (Settimana Internazionale della Critica – SIC), bei der internationale Debütfilme von einer unabhängigen Kommission ausgewählt werden. Sie ist nach dem Vorbild der „Quinzaine des Réalisateurs“ bei den Filmfestspielen von Cannes entstanden.
| Film                                                       | Regie                         | Land                                 | Darsteller (Auswahl)                                                                         |
| ---------------------------------------------------------- | ----------------------------- | ------------------------------------ | -------------------------------------------------------------------------------------------- |
| Adam und Evelyn (Adam & Evelyn)                            | Andreas Goldstein             | Deutschland                          | Florian Teichtmeister, Anne Kanis, Lena Lauzemis, Milian Zerzawy, Christin Alexandrow        |
| Bêtes blondes (Blonde Animals)                             | Alexia Walther, Maxime Matray | Frankreich                           | Thomas Scimeca, Basile Meilleurat, Agathe Bonitzer                                           |
| A kasha (The Roundup)                                      | hajooj kuka                   | Sudan, Südafrika, Katar, Deutschland | Ekram Marcus, Kamal Ramadan, Ganja Chakado, Abdallah Alnur                                   |
| Lissa ammetsajjel (Still Recording)                        | Saaed Al Batal                | Syrien, Libanon, Katar, Frankreich   |                                                                                              |
| M                                                          | Anna Eriksson                 | Finnland                             | Anna Eriksson, Petri Salo, Gail Ferguson                                                     |
| Saremo giovani e bellissimi (We’ll Be Young and Beautiful) | Letizia Lamartire             | Italien                              | Barbora Bobuľová, Alessandro Piavani, Massimiliano Gallo, Federica Sabatini                  |
| Ti imaš noć (You Have the Night)                           | Ivan Salatić                  | Montenegro, Serbien, Katar           | Ivana Vuković, Momo Pićurić, Nikola Stojanović, Luka Petrone, Jasna Djuričić, Boris Isaković |

Sonderaufführungen (außer Konkurrenz)
| Film                     | Regie                         | Land             | Mitwirkende                                                                         |
| ------------------------ | ----------------------------- | ---------------- | ----------------------------------------------------------------------------------- |
| Dachra (Abschlussfilm)   | Abdelhamid Bouchnak           | Tunesien         | Yassmine Dimassi, Aziz Jbali, Bilel Slatnia, Hela Ayed, Hedi Majri, Bahri Rahali    |
| Tumbbad (Eröffnungsfilm) | Rahi Anil Barve, Adesh Prasad | Indien, Schweden | Sohum Shah, Deepak Damle, Jyoti Malshe, Anita Date, Ronjini Chakraborty, Mohd Samad |

### Giornate degli Autori – Venice Days
Die Associazione Nazionale Autori Cinematografici (ANAC) bereitet gemeinsam mit der Associazione Autori e Produttori Indipendenti (API) die Giornate degli Autori – Venice Days vor, die italienische und ausländische Spiel- und Dokumentarfilme zeigt. Filme mit einer Länge von mehr als 60 Minuten konnten eingereicht werden.
Offizielle Auswahl
- Pearl – Elsa Amiel
- C’est ça l’amour – Real Love – Claire Burger
- Ville Neuve – Félix Dufour-Laperrière
- Mafak – Screwdriver – Bassam Jarbawi
- Continuer – Keep Going – Joachim Lafosse
- José – Li Cheng
- Domingo – Clara Linhart, Fellipe Barbosa
- Ricordi? – Valerio Mieli
- Joy – Sudabeh Mortezai
- Les tombeaux sans noms – Graves Without a Name – Rithy Panh
- Three Adventures of Brooke – Yuan Qing
- Emma Peeters – Nicole Palo

Sonderprogramm
- Dead Women Walking – Hagar Ben-Asher
- Goodbye Marilyn – Maria Di Razza
- Happy Lamento – Alexander Kluge
- The Ghost of Peter Sellers – Peter Medak
- Il bene mio – My Own Good – Pippo Mezzapesa
- Why Are We Creative? – Hermann Vaske
- As If We Were Tuna – Francesco Zizola

Miu Miu Women’s Tales
- #15 Hello Apartment – Dakota Fanning
- #16 The Wedding Singer’s Daughter – Haifaa Al-Mansour

Venice Nights
- One Ocean – Anne de Carbuccia
- I villani – Daniele De Michele
- L’unica lezione – Peter Marcias
- Il teatro al lavoro – Theatre at Work – Massimiliano Pacifico

LUX-Filmpreis
Im Rahmen der Vergabe des Filmpreises LUX werden folgende Spielfilme gezeigt:
- Gegen den Strom (Kona fer í stríð – Woman at War) – Regie: Benedikt Erlingsson (Island, Frankreich, Ukraine)
- Styx – Regie: Wolfgang Fischer (Deutschland, Österreich)
- Druga strana svega – The Other Side of Everything – Regie: Mila Turajilić (Serbien, Frankreich, Katar)

## Auszeichnungen
- GdA Director’s Award (Giornate degli Autori): Claire Burger für C’est ça l’amour – Real Love[14]
- Europa Cinemas Label – Best European Film: Joy von Sudabeh Mortezai[15]
- Hearst Film Award – Best Female Director: Sudabeh Mortezai für Joy[16]